# Kongens Nytorv (metrostation)
Kongens Nytorv is een ondergronds metrostation in de Deense hoofdstad Kopenhagen.
Het metrostation ligt onder de zuidkant van het plein Kongens Nytorv in het stadsdeel Indre By (binnenstad) en wordt door alle metrolijnen van Kopenhagen bediend.

## Oost-West
Het eerste deel van het station is onderdeel van de eerste fase van de Kopenhagense metro die op 19 oktober 2002 werd geopend. De stationskuip voor dit deel ligt voor de oostgevel van het warenhuis Magasin du Nord en vanuit de ondergrondse verdeelhal op niveau -1 bestaat een directe toegang tot het warenhuis. Het perron voor de lijnen 1 en 2 ligt op niveau -3 en is met roltrappen en liften met de verdeelhal verbonden. De tunnel van de oost-west verbinding (M1 & M2) buigt ten noorden van het station naar het westen af richting Nørreport en passeert richting Christianshavn de Danske Bank en de Nationale bank ten zuiden van het Magasin du Nord. 

## Cityringen
Op 4 oktober 2009 werd op het midden van het plein begonnen met het omleggen van kabels en leidingen, waarna een archeologisch onderzoek werd uitgevoerd. Medio 2011 werd gestart met het graven van de kuip voor de lijnen 3 (Cityringen) en 4. Het perron ligt hier op niveau -2 en is eveneens met liften en roltrappen verbonden met de verdeelhal op niveau -1. De noordelijke toegang tot de oorspronkelijke verdeelhal werd vervangen door een nieuwe tussen de Østergade en Lille Kongensgade. Deze nieuwe toegang sluit ondergronds aan op de verlengde verdeelhal die in een boog de roltrappen en liften van de beide perrons verbindt. De tunnels richting Gammel Strand ten westen van Kongens Nytorv liggen boven die van de Oost-Westlijn en pal onder de kelder van Magasin du Nord, aan de oostkant van het plein lopen de tunnels onder de bestaande bebouwing als helling richting het veel dieper gelegen Marmorkirken. De Ringlijn M3 werd op 29 september 2019 geopend en de Noord-Zuidlijn M4 volgde op 28 maart 2020.

## Reizigersverkeer
In 2002 werden gemiddeld 11.264 reizigers per dag geteld, in 2004 was dit opgelopen tot 16397, een jaar later was het gedaald tot 16.244. In 2012 werden 20.200 reizigers per dag geteld. Het langjarig gemiddelde van 14.200 reizigers per dag voor de opening van de ringlijn maakt het station het vierde van Denemarken. Door de opening van de ringlijn is het een belangrijk overstapstation geworden.
Vanløse  · Flintholm  · Lindevang · Fasanvej · Frederiksberg · Forum · Nørreport   · Kongens Nytorv · Christianshavn · Islands Brygge · DR Byen · Sundby · Bella Center · Ørestad  · Vestamager
Vanløse  · Flintholm  · Lindevang · Fasanvej · Frederiksberg · Forum · Nørreport   · Kongens Nytorv · Christianshavn · Amagerbro · Lergravsparken · Øresund · Amager Strand · Femøren · Kastrup · Københavns Lufthavn 
København H   · Rådhuspladsen · Gammel Strand · Kongens Nytorv · Marmorkirken · Østerport   · Trianglen · Poul Henningsens Plads · Vibenshus Runddel · Skjolds Plads · Nørrebro  · Nørrebros Runddel · Nuuks Plads · Aksel Møllers Have · Frederiksberg · Frederiksberg Allé · Enghave Plads · København H →
København Syd  · Mozarts Plads · Sluseholmen · Enghave Brygge · Havneholmen · København H   · Rådhuspladsen · Gammel Strand · Kongens Nytorv · Marmorkirken · Østerport   · Nordhavn  · Orientkaj